# Сіраджеддін Шихі
Сіраджеддін Шихі (фр. Sirajeddine Chihi, араб. سراج الدين الشيحي; нар. 16 квітня 1970, Хаммам-Ліф) — туніський футболіст, що грав на позиції півзахисника.
Виступав, зокрема, за клуб «Есперанс», а також національну збірну Тунісу.

## Клубна кар'єра
У дорослому футболі дебютував 1990 року виступами за команду клубу «Хаммам-Ліф» з рідного міста, в якій провів три сезони.
Своєю грою за цю команду привернув увагу представників тренерського штабу «Есперанса», до складу якого приєднався 1993 року. Відіграв за команду зі столиці Тунісу наступні вісім сезонів своєї ігрової кар'єри.
Згодом з 2001 по 2005 рік грав у складі команд еміратського «Аль-Аглі» (Дубай) та свого рідного «Хаммам-Ліфа».
Завершив професійну ігрову кар'єру у клубі «Гафса», за команду якого виступав протягом 2005—2006 років.

## Виступи за збірну
1991 року дебютував в офіційних матчах у складі національної збірної Тунісу.
У складі збірної був учасником домашнього для тунісців Кубка африканських націй 1994 року, де протягом турніру був лише гравцем резервного складу.
А вже за чотири роки, у 1998, був одним з основних півзахисників туніської збірної спочатку на тогорічному Кубку африканських націй, де вони сягнули чвертьфіналу, а згодом й на чемпіонату світу 1998, що проходив у Франції і де африканська команда не подолала груповий етап.
Також виходив на поле й в усіх іграх своєї збірної на Кубку африканських націй 2000 року у Гані та Нігерії, де тунісці дійшли полуфіналів, а згодом поступилися у грі за третє місце.
Загалом протягом кар'єри у національній команді, яка тривала 11 років, провів у формі головної команди країни 85 матчів, забивши 4 голи.ґ

## Титули і досягнення
- Срібний призер Всеафриканських ігор: 1991